# Maurício Lima
Maurício Lima, född 27 januari 1968 i Campinas, är en brasiliansk före detta volleybollspelare. Lima blev olympisk guldmedaljör i volleyboll vid sommarspelen 1992 i Barcelona.